# União Desportiva Oliveirense

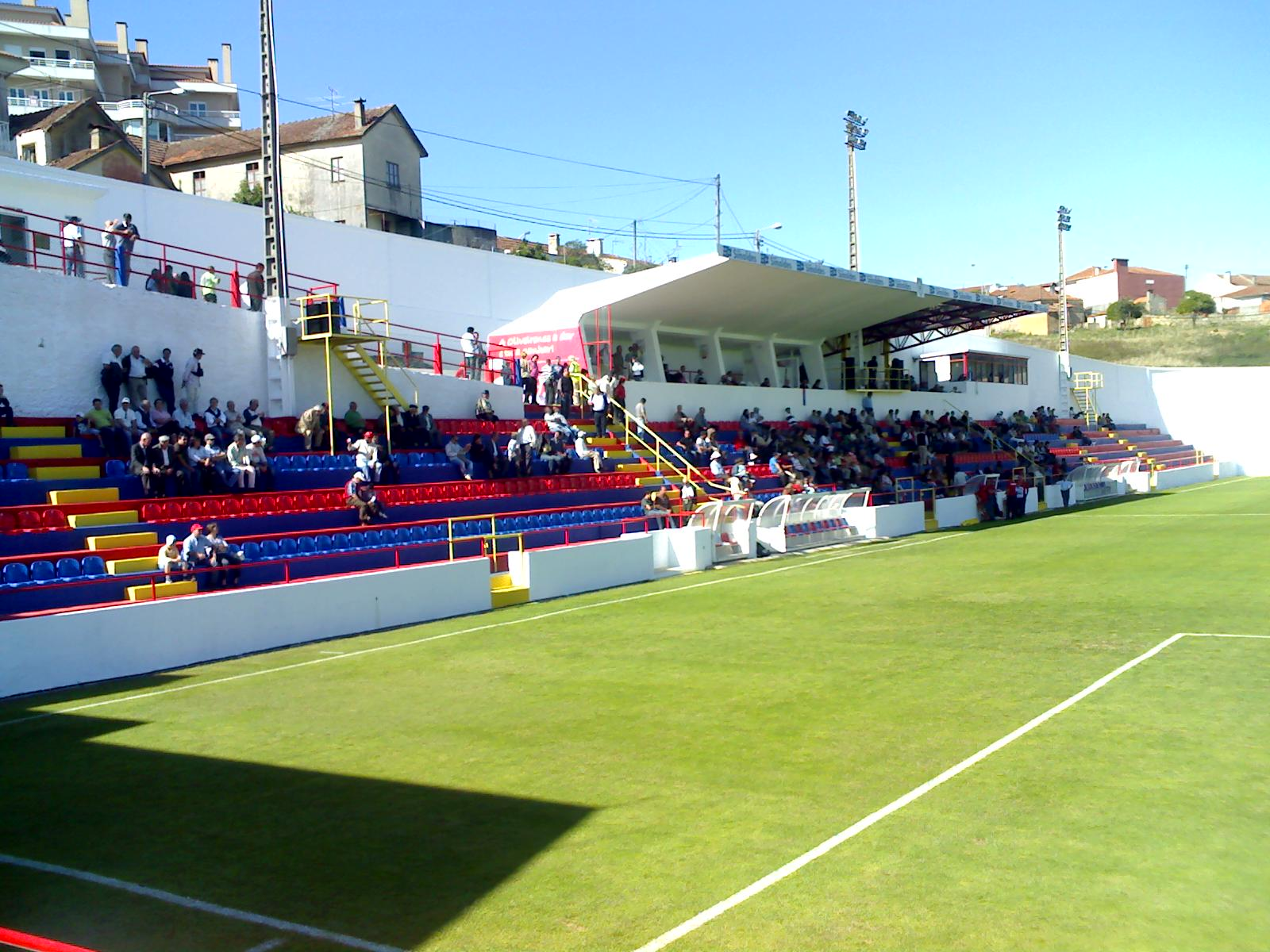
Estádio Carlos Osório

La União Desportiva Oliveirense, popularment coneguda com la Oliveirense, és un club poliesportiu portuguès de la ciutat d'Oliveira de Azeméis, al districte d'Aveiro. El club va fundar-se el 25 d'octubre de 1922 i juga actualment a l'Estádio Carlos Osório, que té una capacitat de 4.000 espectadors. Com a club polivalent té equips exitosos en hoquei sobre patins i bàsquet. La seva secció d'hoquei sobre patins ha guanyat la Copa en tres ocasions mentre que la secció de bàsquet ha aconseguit en una ocasió la Copa i la Supercopa. El club de futbol juga actualment a la Segona divisió (LigaPro).
El club forma part de l'Associació de Futbol d'Aveiro, que és l'associació de futbol encarregada dels assumptes futbolístics del districte. Al llarg de la seva història, el club ha guanyat set grans títols, dels quals el primer va ser el Campionat AF Aveiro la temporada 1945–46. Actualment el club està esponsoritzat per la marca de roba esportiva italiana Macron.

## Palmarès
- Segona Divisió portuguesa: 2

- 2000–01, 2007–08

- Tercera Divisió portuguesa: 1

- 1957–58

- Campionat AF Aveiro: 1

- 1945–46

- Primera Divisió AF Aveiro: 3

- 1951–52, 1956–57, 1957–58

## Jugadors famosos
| - Bruno Vale - Guima - João Pedro - Jorge Humberto - Jorge Silva | - Marco - Nuno Afonso - Nuno Santos - Pedro Queirós - Ricardo Sousa | - Sérgio Barge - Tó Ferreira - Detinho - José Mota - Marcelo Pletsch | - Marcos Antônio - Mateus Lopes - Jonathan Bru - Cícero Semedo - Earl Jean |  |

## Entrenadors
| - Vieira Nunes (1991–1992) - Flávio das Neves (2000–2002) - Hugo Silva (2002) - Flávio das Neves (2002–2003) | - Carlos Miragaia (2003–2004) - Adelino Teixeira (2004–2005) - Pedro Miguel (2005–2012) - João de Deus (2012–) |  |